# Alexandre Piccinni
Alexandre Piccinni, né Luigi Alessandro Piccinni le 10 septembre 1779 à Paris où il est mort le 24 avril 1850, est un compositeur français.

## Biographie
Petit-fils illégitime de Niccolò Piccinni, il étudie le piano puis la composition avec Jean-François Lesueur au Conservatoire de Paris.
Accompagnateur au Théâtre Feydeau, puis à l'Opéra-Comique dès 1802, il est le chef d'orchestre attitré du Théâtre de la Porte-Saint-Martin de 1803 à 1816 et accompagne également l'orchestre de la cour de Louis XVIII de 1804 à 1818.
Il enseigne le chant et le piano à Paris jusqu'en 1836, puis déménage à Boulogne-sur-Mer et Toulouse, dont il dirige le Conservatoire de 1840 à 1844. Il se rend ensuite à Strasbourg et dirige les concerts de Baden-Baden avant de regagner Paris en 1849.
De 1818 à 1826, il entretient une relation avec la comédienne Marie Dorval dont il aura trois filles (deux d'entre elles mourront en bas âge). 

## Œuvres
Il a composé plus de 200 œuvres, principalement pour le théâtre et la danse. Il avait habité au 18 rue de Lancry.
- 1805 : Stanislas, roi de Pologne, mélodrame en 3 actes de Jean-Baptiste Dubois, musique Alexandre Piccinni, ballets Jean-Pierre Aumer, Théâtre de la Porte-Saint-Martin, 5 juin
- 1805 : La Fausse Marquise, mélodrame en 3 actes de Jean-Baptiste Dubois et Gobert, musique Alexandre Piccinni, ballets Jean-Pierre Aumer, Théâtre de la Porte-Saint-Martin, 28 juin
- 1806 : Les Serfs de la Scandinavie, mélodrame en 3 actes en prose de Philippe-Jacques de Laroche (dit Hubert) et Baron Taylor, musique Alexandre Piccinni, Théâtre de la Porte-Saint-Martin, 10 décembre
- 1807 : Les Illustres Fugitifs, ou les Trois Journées, pantomime en 3 actes de Edouard-Alexandre Bignon, ballet Eugène Hus, musique Alexandre Piccinni, Théâtre de la Porte-Saint-Martin, 8 janvier
- 1807 : Romulus, ou l'origine de Rome, mélodrame en 3 actes en prose d'Auguste Lamey, musique Alexandre Piccinni, Théâtre de la Porte-Saint-Martin, 30 mars
- 1807 : Montbars l'Exterminateur, ou les Derniers flibustiers, mélodrame en 3 actes en prose de Jean-Sébastien-Fulchran Bosquier dit Bosquier-Gavaudan et Martial Aubertin, musique Alexandre Piccinni, Théâtre de la Porte-Saint-Martin, 1er mai
- 1815 : Les Six Ingénus, divertissement pantomime de Jean-Antoine Petipa, musique Alexandre Piccinni, Théâtre de la Porte-Saint-Martin, 7 janvier
- 1815 : La Pie voleuse, ou la Servante de Palaiseau, mélodrame en 3 actes de Louis-Charles Caigniez et Théodore Baudouin d'Aubigny, musique Alexandre Piccinni, ballet de Rhénon, Théâtre de la Porte-Saint-Martin, 29 avril
- 1815 : La Grotte de Fingal, ou le Soldat mystérieux, mélodrame en 3 actes de Frédéric Dupetit-Méré et Jean-Baptiste-Denis Despré, avec Aimé Desprez, musique Alexandre Piccinni, Ballet de Rhénon, Théâtre de la Porte-Saint-Martin, 30 septembre
- 1815 : Isaurine et Walbourg, ou la Révolte de Coperberg, mélodrame en 3 actes en prose de Philippe-Jacques de Laroche dit Hubert, musique Alexandre Piccinni, Théâtre de la Porte-Saint-Martin, 7 novembre
- 1816 : Le Barbier de la cité, ou Un Pied dans l'abîme, mélodrame en 3 actes et en prose de Théodore Baudouin d'Aubigny, ballet Frédéric Blache, musique Alexandre Piccinni, Théâtre de la Porte-Saint-Martin, 22 août
- 1816 : Le Mariage rompu, pantomime villageoise en 3 actes mêlée de danses de Henri Bonnachon, musique Alexandre Piccinni, Théâtre de la Porte-Saint-Martin, 19 octobre
- 1817 : Le Moulin d'André, ou les Meuniers et les meunières, ou les Rendez-vous nocturnes, pantomime comique en 1 acte de Jean-Baptiste Blache, musique Alexandre Piccinni, Théâtre de la Porte-Saint-Martin, 14 février
- 1817 : Aureng-Zeb, ou la Famille indienne, mélodrame en 3 actes de Frédéric Dupetit-Méré, musique Alexandre Piccinni, Théâtre de la Porte-Saint-Martin, 27 février
- 1823 : Les Invalides ou Cent ans de gloire, tableau militaire en 2 actes de Jean-Toussaint Merle, Eugène Cantiran de Boirie, Henri Simon et Ferdinand Laloue pour célébrer le retour de S.A.R. Mgr le Duc d'Angoulème, musique Alexandre Piccinni, Théâtre de la Porte-Saint-Martin, 15 décembre
- 1825 : Jocko ou le Singe du Brésil, ballet-pantomime en 2 actes de Edmond Rochefort et Frédéric-Auguste Blache, musique Alexandre Piccinni, Théâtre de la Porte-Saint-Martin, 16 mars
- 1825 : La Jambe de bois, mélodrame en 3 actes de Poujol et Charles Hubert, ballet Pierre-Jean Aniel, musique Alexandre Piccinni, Théâtre de la Porte-Saint-Martin, 20 août
- 1833 : Lucrèce Borgia, pièce de théâtre en prose de Victor Hugo, musique d'Alexandre Piccinni, Théâtre de la Porte-Saint-Martin, 2 février
- Robinson Crusoë, mélodrame
- L'Amoureux par surprise, opéra
- Avis au public, opéra
- Ils sont chez eux ou les Époux avant le mariage, opéra
- La Maison en loterie, opéra
- Le Petite Lampe merveilleuse, opéra
- Alcibiade solitaire, opéra
- La Prise de Jéricho, opéra
- L'Amant rival de sa maîtresse, opéra
- L'Amoureux par surprise, ou le Droit d'aînesse, opéra
- Arlequin au village, opéra
- La Bramine, opéra
- Les Deux Billets doux, opéra
- Les Deux Issues, opéra
- Le Jeune Sauvage, opéra
- La Physiognomanie, opéra
- Le Sceptre de la charrue, opéra
- La Tireuse des cartes, opéra